# استوکس‌لی
استوکس‌لی (به انگلیسی: Stokesley) یک شهرک و محله مدنی در بریتانیا است که در Hambleton واقع شده‌است. استوکس‌لی ۴٬۷۵۷ نفر جمعیت دارد.